# Regla de L'Hôpital
En càlcul (matemàtiques), la regla de L'Hôpital és un teorema utilitzat principalment per determinar límits que d'altra manera foren complicats de calcular. Es pot aplicar si es tracta de cercar un límit d'un quocient entre dues funcions contínues, {\displaystyle {\frac {f(x)}{g(x)}}}, el numerador i denominador del qual tendeixen a zero (infinitèsims) o bé el denominador, a l'infinit. Per calcular el límit es deriva independentment el numerador i el denominador i es determina el límit del quocient entre aquestes derivades. Si el límit existeix, la regla afirma que coincidirà amb el límit de {\displaystyle {\frac {f(x)}{g(x)}}}.
Simbòlicament, si {\displaystyle c\in \mathbb {R} } o bé {\displaystyle c=-\infty } o {\displaystyle c=+\infty } i {\displaystyle f} i {\displaystyle g} són dues funcions derivables en un interval d'extrem {\displaystyle c} i {\displaystyle g'(x)\neq 0} en tot punt d'aquest interval, i a més es té
{\displaystyle \lim _{x\to c}{f'(x) \over g'(x)}=l}, on {\displaystyle l\in \mathbb {R} } o bé {\displaystyle l=-\infty } o {\displaystyle l=+\infty }
{\displaystyle {\begin{cases}\lim _{x\to c}{f(x)}=\lim _{x\to c}g(x)=0\\{\mbox{o}}\\\lim _{x\to c}{|g(x)|}=+\infty \end{cases}}}
llavors,
{\displaystyle \lim _{x\to c}{f(x) \over g(x)}=l.}
Observació: per a l'aplicació de la regla, cal que el límit {\displaystyle {\frac {f'}{g'}}} existeixi, i no sempre és així; en aquest últim cas, la regla de L'Hôpital no podria ser aplicada, però això no significa que tampoc existeixi el límit de {\displaystyle {\frac {f(x)}{g(x)}}}.
Aquesta regla rep el seu nom en honor del matemàtic francès del segle xvii Guillaume François Antoine, Marquès de l'Hôpital (1661-1704), qui donà a conèixer la regla en la seva obra Analyse des infiniment petits pour l'intelligence des lignes courbes (1696), el primer text que s'ha escrit sobre càlcul diferencial. De tota manera, hom atribueix gran part del contingut d'aquest llibre (i aquest teorema en particular) a Johann Bernoulli, que tingué a L'Hôpital com alumne.

## Exemples
- Exemple de resolució d'una indeterminació {\displaystyle {\frac {0}{0}}}:

{\displaystyle \lim _{x\to 0}{\frac {\sin x}{x}}=\lim _{x\to 0}{\frac {\cos x}{1}}={\frac {1}{1}}=1}
Observació: Aquest límit en particular és usat normalment per a demostrar que la derivada de {\displaystyle \sin(x)} és {\displaystyle \cos(x)}, de manera que no podríem aplicar la regla de L'Hôpital perquè encara no se sabria derivar el numerador.
- Un altre exemple de resolució d'una indeterminació {\displaystyle {\frac {0}{0}}}. L'aplicació de la regla una sola vegada no resoldria el problema, ja que torna a sortir una indeterminació {\displaystyle {\frac {0}{0}}}. Per resoldre el límit, cal aplicar la regla successivament fins a tres vegades:

{\displaystyle \lim _{x\to 0}{2\sin x-\sin 2x \over x-\sin x}}
{\displaystyle =\lim _{x\to 0}{2\cos x-2\cos 2x \over 1-\cos x}}
{\displaystyle =\lim _{x\to 0}{-2\sin x+4\sin 2x \over \sin x}}
{\displaystyle =\lim _{x\to 0}{-2\cos x+8\cos 2x \over \cos x}}
{\displaystyle ={-2\cos 0+8\cos 0 \over \cos 0}=6.}
- I un tercer exemple amb {\displaystyle {\frac {0}{0}}}.

{\displaystyle \lim _{x\to 0}{e^{x}-1-x \over x^{2}}=\lim _{x\to 0}{e^{x}-1 \over 2x}=\lim _{x\to 0}{e^{x} \over 2}={1 \over 2}.}
- Exemple de resolució d'una indeterminació {\displaystyle {\frac {\infty }{\infty }}}:

{\displaystyle \lim _{x\to \infty }{\frac {\sqrt {x}}{\ln(x)}}=\lim _{x\to \infty }{\frac {\ 1/(2{\sqrt {x}}\,)\ }{1/x}}=\lim _{x\to \infty }{\frac {\sqrt {x}}{2}}=\infty .}
- Un altre exemple amb {\displaystyle {\frac {\infty }{\infty }}}.

On {\displaystyle n} és un enter positiu.
{\displaystyle \lim _{x\to \infty }x^{n}e^{-x}=\lim _{x\to \infty }{x^{n} \over e^{x}}=\lim _{x\to \infty }{nx^{n-1} \over e^{x}}=n\lim _{x\to \infty }{x^{n-1} \over e^{x}}.}
Cal aplicar la regla successivament fins que l'exponent és 0. Llavors hom veu que el límit val 0.
- Un altre exemple amb {\displaystyle {\frac {\infty }{\infty }}}.

{\displaystyle \lim _{x\to 0+}x\ln x=\lim _{x\to 0+}{\ln x \over 1/x}=\lim _{x\to 0+}{1/x \over -1/x^{2}}=\lim _{x\to 0+}-x=0}
- I encara un últim exemple.

{\displaystyle \lim _{t\to 0}{\frac {\sin \left(\pi f_{0}t\right)\cos \left(\pi \alpha f_{0}t\right)}{\pi f_{0}t\left[1-\left(2\alpha f_{0}t\right)^{2}\right]}}={\frac {\pi f_{0}}{\pi f_{0}}}=1.}

## Demostració
En aquesta demostració, s'usa el teorema del valor mitjà de Cauchy. Sota la resta d'hipòtesis del teorema, es consideren, per separat els casos {\displaystyle f(x)\to 0,g(x)\to 0} i {\displaystyle |g(x)|\to +\infty }.
1) Cas amb {\displaystyle f(x)\to 0,g(x)\to 0}:
En primer lloc, es redefineixen contínuament les ordenades de les funcions {\displaystyle f(x)} i {\displaystyle g(x)} en el punt {\displaystyle x=c} per {\displaystyle 0}. Això no canvia el límit car el valor de la imatge del punt no canvia el valor del seu límit (per definició de límit).
Segons el teorema del valor mitjà de Cauchy existeix una constant {\displaystyle \xi } en {\displaystyle c<\xi <c+h} tal que:
{\displaystyle {f'(\xi ) \over g'(\xi )}={f(c+h)-f(c) \over g(c+h)-g(c)}}
Com que {\displaystyle f(c)=g(c)=0},
{\displaystyle {f'(\xi ) \over g'(\xi )}={f(c+h) \over g(c+h)}}
Si {\displaystyle h\to 0}, llavors {\displaystyle \xi \to c} i
{\displaystyle \lim _{x\to c}{f'(x) \over g'(x)}=\lim _{h\to 0}{f'(\xi ) \over g'(\xi )}=\lim _{h\to 0}{f(c+h) \over g(c+h)}=\lim _{x\to c}{f(x) \over g(x)}}

2) Cas amb {\displaystyle |g(x)|\to +\infty }:
Sigui {\displaystyle x<y<x+h}. Llavors, usant el teorema de valor mitjà de Cauchy:
{\displaystyle {f'(\xi ) \over g'(\xi )}={f(x)-f(y) \over g(x)-g(y)}}
Expressió que es pot reescriure com
{\displaystyle {f(x) \over g(x)}={g(y) \over g(x)}+\left[1-{g(y) \over g(x)}\right]{f'(\xi ) \over g'(\xi )}}
i d'aquí es doden diferenciar els tres casos:
{\displaystyle {\begin{cases}\lim _{x\to c}{f'(x) \over g'(x)}=0\\\\\lim _{x\to c}{f'(x) \over g'(x)}=B\in \mathbb {R} \\\\\lim _{x\to c}{f'(x) \over g'(x)}=\pm \infty \end{cases}}}
Noteu que el límit de {\displaystyle {\frac {f(x)}{g(x)}}} tendeix al mateix quan {\displaystyle x\to c} que quan {\displaystyle h\to 0}.

## Altres aplicacions
Moltes altres indeterminacions, com {\displaystyle 1^{\infty }}, {\displaystyle \infty ^{0}}, o bé {\displaystyle \infty -\infty } poden ser calculades també amb la regla de L'Hôpital.
Per exemple, per resoldre la indeterminació {\displaystyle \infty -\infty }, l'expressió pot ser convertida a un quocient d'aquesta manera:
{\displaystyle \lim _{x\to \infty }x-{\sqrt {x^{2}-x}}=\lim _{x\to \infty }{\frac {\left(x+{\sqrt {x^{2}-x}}\right)\left(x-{\sqrt {x^{2}-x}}\right)}{x+{\sqrt {x^{2}-x}}}}\quad }
{\displaystyle =\lim _{x\to \infty }{\frac {x^{2}-(x^{2}-x)}{x+{\sqrt {x^{2}-x}}}}\quad }
{\displaystyle =\lim _{x\to \infty }{\frac {x}{x+{\sqrt {x^{2}-x}}}}\quad }
{\displaystyle =\lim _{x\to \infty }{\frac {1}{1+{\frac {2x-1}{2{\sqrt {x^{2}-x}}}}}}={\frac {1}{1+1}}={\frac {1}{2}}\quad }

## Altres mètodes per a la resolució de límits
Tot i que la regla de L'Hôpital és una bona eina per al càlcul de límits, no sempre és la més fàcil. Per exemple, alguns límits poden ser més fàcils de resoldre amb la descomposició en sèrie de Taylor, per exemple,
{\displaystyle \lim _{|x|\to \infty }x\sin {1 \over x}=\lim _{|x|\to \infty }x\left({1 \over x}-{1 \over x^{3}\cdot 3!}+{1 \over x^{5}\cdot 5!}-\cdots \right)\;}
{\displaystyle =\lim _{|x|\to \infty }1-{1 \over x^{2}\cdot 3!}+{1 \over x^{4}\cdot 5!}-\cdots \;=\;1\quad }